# 4-クレゾールデヒドロゲナーゼ (ヒドロキシル化)
4-クレゾールデヒドロゲナーゼ (ヒドロキシル化)（4-cresol dehydrogenase (hydroxylating)）は、トルエン分解酵素の一つで、次の化学反応を触媒する酸化還元酵素である。
4-クレゾール + 受容体 + H2O {\displaystyle \rightleftharpoons } 4-ヒドロキシベンズアルデヒド + 還元型受容体
この酵素の基質は4-クレゾール、H2O と受容体で、生成物は4-ヒドロキシベンズアルデヒドと還元型受容体である。補因子としてFADとシトクロムcを用いる。
この酵素は酸化還元酵素に属し、その他の化合物を受容体としてCH基またはCH2基に特異的に作用する。組織名は4-cresol:acceptor oxidoreductase (methyl-hydroxylating)で、別名にp-cresol-(acceptor) oxidoreductase (hydroxylating)、p-cresol methylhydroxylaseがある。